# Подстрелов Дмитро Олександрович
Дмитро Олександрович Подстрелов (біл. Дзмітрый Аляксандравіч Падстрэлаў, рос. Дмитрий Александрович Подстрелов, нар. 6 вересня 1998, Могильов) — білоруський футболіст, півзахисник клубу «Шахтар» (Солігорськ).
Виступав, зокрема, за клуб «Дніпро» (Могильов), а також національну збірну Білорусі.

## Клубна кар'єра
Народився 6 вересня 1998 року в місті Могильов. Вихованець футбольної школи клубу «Дніпро» (Могильов). З 2014 року почав виступати за дублюючу команду. За підсумками сезону 2014 року «Дніпро» вилетів до Першої ліги, після чого Дмитро став залучатись до матчів першої команди.
У грудні 2016 року він продовжив контракт з могильовцями до кінця сезону 2018 року. У сезоні 2017, коли команда повернулась до еліти, Подстрелов знову змушений був виступати за дубль. Лише 3 листопада 2017 року він дебютував у Вищій лізі, вийшовши на заміну у другій половині матчу проти мозирської «Славії» (5:3) і зумів забити гол.
Сезон 2018 року розпочав у дублі, але з літа став грати за основну команду, у жовтні він закріпився у стартовому складі. У лютому 2019 року, після того, як стало відомо про об'єднання «Дніпра» з мінським «Променем», Подстрелов пішов до об'єднаної команди на перегляд. У березні 2019 року він офіційно став гравцем об'єднаної команди, відомої як «Дняпро», швидко увійшовши у стартовий склад як один з головних нападників клубу.
У грудні 2019 року, після того як «Дняпро» втратив місце у Вищій лізі, Подстрелов перейшов в солігорський «Шахтар», підписавши трирічний контракт.

## Виступи за збірні
2017 року дебютував у складі юнацької збірної Білорусі (U-19), загалом на юнацькому рівні взяв участь у 2 іграх.
14 листопада 2018 року він дебютував у складі молодіжної збірної Білорусі, вийшовши у другому таймі товариської гри проти Хорватії (1:3). Пізніше він став одним із головних нападників молодіжної команди. Всього на молодіжному рівні зіграв у 8 офіційних матчах, забив 1 гол.
23 лютого 2020 року дебютував в офіційних іграх у складі національної збірної Білорусі в товариському проти Узбекистану (1:0), замінивши його в кінці зустрічі. А вже у наступному матчі, 26 лютого 2020 року проти Болгарії (1:0), Подстрелов забив дебютний гол за збірну.

## Статистика виступів

### Статистика клубних виступів
| Сезон                         | Команда                       | Чемпіонат                     | Чемпіонат | Чемпіонат | Національний кубок | Національний кубок | Національний кубок | Континентальні кубки | Континентальні кубки | Континентальні кубки | Інші змагання | Інші змагання | Інші змагання | Усього | Усього | Усього |
| Сезон                         | Команда                       | Ліга                          | Ігор      | Голів     | Ліга               | Ігор               | Голів              | Ліга                 | Ігор                 | Голів                | Ліга          | Ігор          | Голів         | Ігор   | Голів  |        |
| ----------------------------- | ----------------------------- | ----------------------------- | --------- | --------- | ------------------ | ------------------ | ------------------ | -------------------- | -------------------- | -------------------- | ------------- | ------------- | ------------- | ------ | ------ | ------ |
| 2015                          | «Дніпро» (Могильов)           | 1Л (ІІ)                       | 15        | 1         | КБ                 | 0                  | 0                  |                      | -                    | -                    |               | -             | -             | 15     | 1      |        |
| 2016                          | «Дніпро» (Могильов)           | 1Л (ІІ)                       | 10        | 1         | КБ                 | 0                  | 0                  |                      | -                    | -                    |               | -             | -             | 10     | 1      |        |
| 2017                          | «Дніпро» (Могильов)           | ВЛ                            | 1         | 0         | КБ                 | 0                  | 0                  |                      | -                    | -                    |               | -             | -             | 1      | 0      |        |
| 2018                          | «Дніпро» (Могильов)           | ВЛ                            | 10        | 1         | КБ                 | 1                  | 0                  |                      | -                    | -                    |               | -             | -             | 11     | 1      |        |
| 2019                          | «Дніпро» (Могильов)           | ВЛ                            | 22+2      | 4+0       | КБ                 | 0                  | 0                  |                      | -                    | -                    |               | -             | -             | 24     | 4      |        |
| Усього за «Дніпро» (Могильов) | Усього за «Дніпро» (Могильов) | Усього за «Дніпро» (Могильов) | 60        | 7         |                    | 1                  | 0                  |                      | -                    | -                    |               | -             | -             | 61     | 7      |        |
| 2020                          | «Шахтар» (Солігорськ)         | ВЛ                            | 4         | 1         | КБ                 | 2                  | 0                  |                      | -                    | -                    | СБ            | 1             | 0             | 3      | 0      |        |
| Усього за кар'єру             | Усього за кар'єру             | Усього за кар'єру             | 60        | 7         |                    | 3                  | 0                  |                      | -                    | -                    |               | 1             | 0             | 64     | 7      |        |

### Статистика виступів за збірну
| Дата      | Місто          | Господарі  | Результат | Гості    | Турнір           | Голи | Примітки |
| --------- | -------------- | ---------- | --------- | -------- | ---------------- | ---- | -------- |
| 23-2-2020 | Шарджа (місто) | Узбекистан | 0 – 1     | Білорусь | товариський матч | -    | 78'      |
| 26-2-2020 | Софія (місто)  | Болгарія   | 0 – 1     | Білорусь | товариський матч | 1    |          |
| Усього    |                | Матчів     | 2         |          | Голів            | 1    |          |

## Титули і досягнення
- Чемпіон Білорусі (2):

«Шахтар»: 2020, 2021
- Володар Суперкубок Білорусі (1):

«Шахтар»: 2021